# Sazak, Köyceğiz
Sazak là một xã thuộc huyện Köyceğiz, tỉnh Muğla, Thổ Nhĩ Kỳ. Dân số thời điểm năm 2011 là 402 người.